# راسپناوا
راسپناوا (به لاتین: Raspenava) یک منطقهٔ مسکونی در جمهوری چک است که در ناحیه لیبرتس واقع شده‌است. راسپناوا ۲٬۸۲۶ نفر جمعیت دارد.

## خواهرخوانده
شهر بیشوفزوردا خواهرخواندهٔ راسپناوا هست.